# Amanuel Gebrezgabihier
Amanuel Gebrezgabihier durante o prólogo da Volta à Romandia de 2018.
Amanuel Gebrezgabihier Egerzeigzaarhka, nascido em 17 de agosto de 1994 a Adis Abeba, é um ciclista eritreio, membro da equipa NTT Pro Cycling.

## Biografia
Começa no ciclismo à idade de 14 anos, primeiramente pelo BTT, antes de apanhar o clube Asbeco, um dos melhores da Eritreia.

### Dimention Data

#### Temporada de 2018
Amanuel Gebrezgabihier lança a sua carreira baixo as cores da Dimention Data nas estradas do Dubai Tour, sobretudo ao lado de Mark Cavendish, 12.º da classificação geral. Na semana seguinte, Gebrezgabihier consegue o campeonato da África de contrarrelógio por equipas e o campeonato da África em estrada ante o seu compatriota Metkel Eyob. Em março, toma parte ao Tour de Langkawi cuja adjudica-se a 4.º posto da geral. Em abril, o seu calendário toma uma prova WorldTour, o corredor eritreio que está alinhado na Volta ao País basco, a Amstel Gold Race (abandono), a Flecha Wallonne (53.º), a Volta à Romandia depois Eschborn-Frankfurt. Acompanha em maio Edvald Boasson Hagen na Volta à Noruega e a Volta das Fjords onde o noruego se classifica 3.º e 4.º das classificações gerais. Encontram-se no Critérium do Dauphiné que Gebrezgabihier conclui na 22.º posição. Ele conhece uma boa forma, 16.º da Volta à Eslovénia, 12.º da Volta de Valônia, 22.º da Volta a Burgos mas avançado pelo seu colega Merhawi Kudus durante o seu campeonato nacional. Em agosto, participa na sua primeira Grande Volta, a La Vuelta. Escapado durante a decima sétima etapa, ele consegue um top 10, terminando 7.º. Conclui a sua temporada durante os Campeonato Mundial.

#### Temporada de 2019
A sua segunda temporada nas fileiras do pelotão profissional estreia no UAE Tour. Não toma parte além de duas carreiras em março e abril, a Volta à Catalunha depois a Volta ao País Basco. Como em 2018, está alinhado na Eschborn-Frankfurt antes de correr o seu primeiro Giro d'Italia. Ele consegue um 17.º lugar de etapa durante a vigésima etapa. O verão sorri novamente, campeão da Eritreia no fim de junho, 8.º da Volta à Áustria e 6.º da Volta a Burgos. Em agosto, toma a saída do seu segundo Volta a Espanha. Escapado durante a décima primeira etapa, ele consegue um novo top 10 de etapa na prova, terminando 6.º.

## Palmarés e classificações mundiais

### Palmarés em estrada
- 2014
  -  Campeão da Eritreia em estrada
  -  Campeão da Eritreia em estrada esperanças
  - Volta internacional de Blida :
    - Classificação geral
      - 3. ª etapa

    - 4. ª etapa da Volta internacional de Constantina
- 2015
  -  Campeão da Eritreia em estrada esperanças
  - Classificação geral da Volta internacional de Constantina
  - 3.º do Campeonato da Eritreia em estrada
  - 3.º do Grande Prêmio de Oran
- 2016
  -  Campeão da África de contrarrelógio por equipas (com Elias Afewerki, Mekseb Debesay e Tesfom Okbamariam)
  -  Campeão da África em estrada esperanças
  -  Condecorado de dinheiro do Campeonato da África de contrarrelógio esperanças
  - 2.º do Campeonato da Eritreia em estrada esperanças
  - 2.º do Campeonato da Eritreia de contrarrelógio esperanças
  - 3.º do Grande Prêmio Palio do Recioto
- 2017
  -  Campeão da África de contrarrelógio por equipas (com Meron Abraham, Awet Habtom e Meron Teshome)
  - 2.º da Coppa della Pace
  - 2.º do Giro del Medio Brenta
- 2018
  -  Campeão da África em estrada
  -  Campeão da África de contrarrelógio por equipas (com Mekseb Debesay, Metkel Eyob e Saymon Musie)
  - 2.º do Campeonato da Eritreia em estrada
- 2019
  -  Campeão da Eritreia de contrarrelógio

## Resultados na as grandes voltas

### Volta a Espanha
2 participação
- 2018 : 37.º
- 2019 : abandono (18. ª etapa)

### Giro d'Italia
1 participação
- 2019 : 45.º

## Classificações mundiais
}
}}
| Ano             | 2014 | 2015 | 2016  | 2017  |
| UCI Africa Tour | 49.º | 19.º | 15.º  | 138.º |
| UCI Europe Tour |      |      | 853.º | 360.º |